# Joumana Haddad
Pour les articles homonymes, voir Haddad.
Joumana Haddad, née Salloum le 6 décembre 1970 à Beyrouth, est une écrivaine, oratrice et journaliste libanaise, militante pour les droits des femmes. Depuis 2014 elle est annuellement sélectionnée comme l’une des femmes arabes les plus influentes au monde par le magazine Arabian Business (position 34 en 2017), pour son engagement culturel et social.

## Biographie
Joumana Haddad fut responsable des pages culturelles du quotidien libanais An Nahar où elle a travaillé de 1997 à 2017. Elle a enseigné l'écriture créative et la poésie arabe moderne à l'université libano-américaine de Beyrouth entre 2012 et 2016 ; elle est par ailleurs la rédactrice en chef de Jasad, une revue en langue arabe spécialisée dans la littérature et les arts du corps. Elle fut l'administratrice du Booker arabe, un prix littéraire récompensant un roman arabe, de 2007 à 2011.
Elle a déjà publié plusieurs livres qui ont été traduits et publiés en divers pays. Parlant sept langues, elle a aussi publié plusieurs ouvrages de traduction, dont une anthologie de la poésie libanaise moderne en espagnol, parue en Espagne comme dans divers pays d’Amérique latine, ainsi qu'une anthologie de 150 poètes s'étant suicidés au XXe siècle.
Pour son livre En compagnie des voleurs de feu, elle a interviewé un grand nombre d'écrivains parmi lesquels Umberto Eco, Paul Auster, Yves Bonnefoy, Peter Handke, Elfriede Jelinek.
Joumana Haddad fait partie du comité des conseillers de MARCH Lebanon (une ONG qui lutte pour la liberté d’expression au Liban).

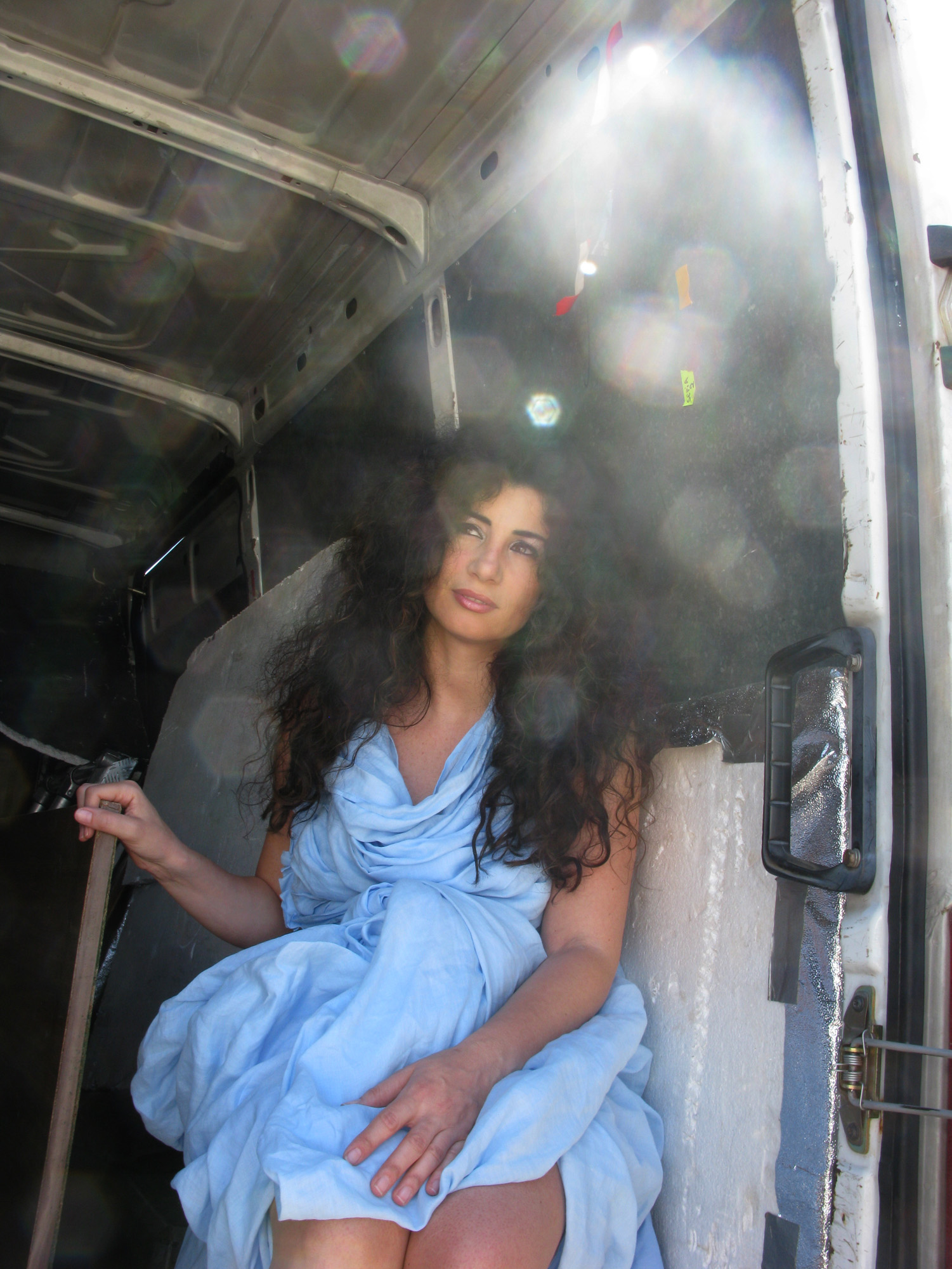
Joumana Haddad sur le tournage du film Qu'est ce qui se passe ? en 2009.

En 2009, elle coécrit et joue dans un film de la réalisatrice libanaise Jocelyne Saab (Qu'est ce qui se passe ?). Elle a aussi participé à un documentaire du réalisateur Nasri Hajjaj, sur le poète palestinien Mahmoud Darwish.
Elle réalise aussi des collages d'art.
En mai 2018, Joumana Haddad est candidate aux élections législatives. Elle se présente (sous le nom de Joumana Atallah Salloum) dans la circonscription de Beyrouth I sur la liste de l'alliance politique Koullouna Watani (qui comprend le parti LiBaladi duquel Haddad fait partie) et pour un siège réservé aux minorités,,.

### Prix et distinctions
- 2006 : prix du journalisme arabe[11],[12]
- Octobre 2009 : sélectionnée parmi les trente-neuf auteurs arabes de moins de 39 ans considérés comme les plus intéressants[13]
- Novembre 2009 : prix international Nord-Sud de la fondation italienne Pescarabruzzo dans la catégorie poésie[14]
- Février 2010 : prix de la fondation Métropolis Bleu pour la littérature arabe à Montréal[15]
- Août 2010 : prix Rodolfo Gentili à Porto Recanati (Italie)[16]
- Novembre 2012 : prix Cutuli pour le journalisme à Catania (Italie)[17]
- Février 2014 : prix de la Carrière poétique[18] décerné par la fondation Archicultura (Italie)

### Honneurs
- En juillet 2013, elle est nommée ambassadrice honoraire de la culture et des droits de l'homme de la ville de Naples dans la Méditerranée par le maire Luigi de Magistris[19].

## Publications

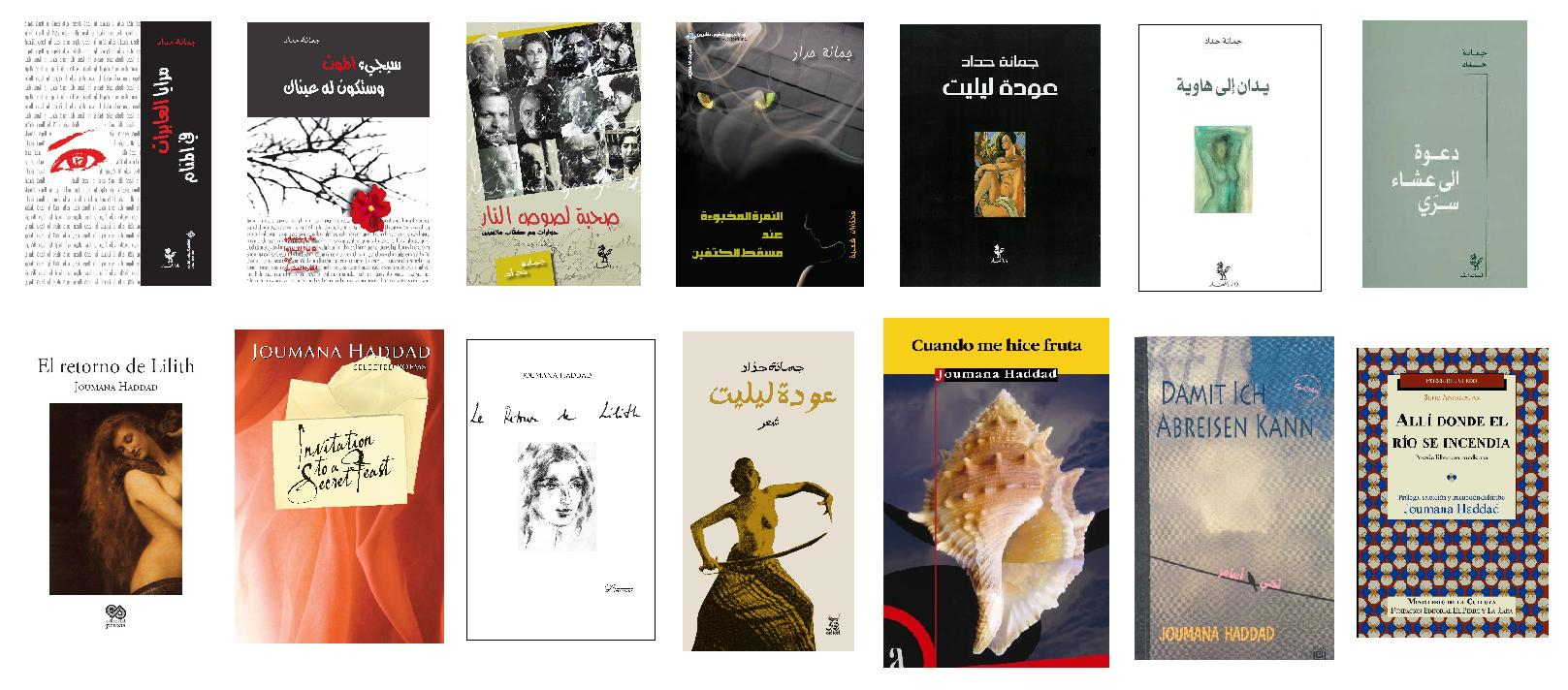
Quelques livres de Joumana Haddad.

### Publications en arabe
- Invitation à un dîner secret, poésie, éditions An Nahar, 1998
- Deux mains vouées à l’abîme, poésie, éditions An Nahar, 2000
- Je n’ai pas assez péché, poésie, éditions Kaf Noun, 2003
- Le Retour de Lilith, poésie, éditions An Nahar, 2004
- La Panthère cachée à la naissance des épaules, poésie, éditions Al Ikhtilaf, 2006
- En compagnie des voleurs de feu, entretiens avec des écrivains internationaux, éditions An Nahar, 2006
- La mort viendra et elle aura tes yeux, 150 poètes suicidés dans le monde, anthologie poétique, éditions An Nahar, 2007
- Mauvaises Habitudes, poésie, éditions ministère de la culture égyptienne, 2007
- Miroirs des passantes dans les songes, poésie, éditions An Nahar, 2008
- Géologie du Moi, poésie, Arab Scientific Publishers, 2011[20]
- Cages, théâtre, Naufal, 2014

### Publications et traductions en français
- Le Temps d'un rêve, original en français, Poésie, 1995
- Le Retour de Lilith, traduit par Antoine Jockey, Paris, éditions L’Inventaire, 2007 ; nouvelle édition 2011, Actes Sud, Paris
- Miroirs des passantes dans le songe, traduit par Antoine Jockey, Paris, éditions Al Dante, 2010.
- J'ai tué Shéhérazade. Confessions d’une femme arabe en colère, traduit par Anne-Laure Tissut, Arles, Actes Sud, 2010
- Les amants ne devraient porter que des mocassins, original en français, littérature érotique, 2010, éditions HumuS
- Superman est arabe, traduit par Anne-Laure Tissut, Arles, Actes Sud, 2013
- Le Troisième Sexe, traduit par Arnaud Bihel, Beyrouth, Hachette Antoine, 2016
- Le Livre des reines, traduit de l'anglais par Arnaud Bihel, éditions Jacqueline Chambon, 2019  (ISBN 978-2330124892)

### Publications originales en anglais
- Madinah, city stories from the Middle East, anthologie, 2008, Comma Press, Manchester[21].
- I Killed Scheherazade, essai, 2010, Saqi Books, Londres[22].
- Superman is an Arab, essai, 2012, Westbourne Press, Londres[23]
- The Third Sex, essai[24], Hachette Antoine, Beyrouth

### Publications originales en italien
- Le sette vite di Luca, Literatura infantil, 2011, Mondadori Junior, Milan[25]

### Publications originales en espagnol
- Allí donde el río se incendia, 2005, Ediciones De Aquí, Málaga, 2006 ; Fundación Editorial El Perro y la Rana, Caracas, Venezuela, 2007